# Günter Ssymmank
Günter Ssymmank (* 6. März 1919 in Bautzen; † 27. September 2009 in Jork) war ein deutscher Architekt und Designer.

## Leben

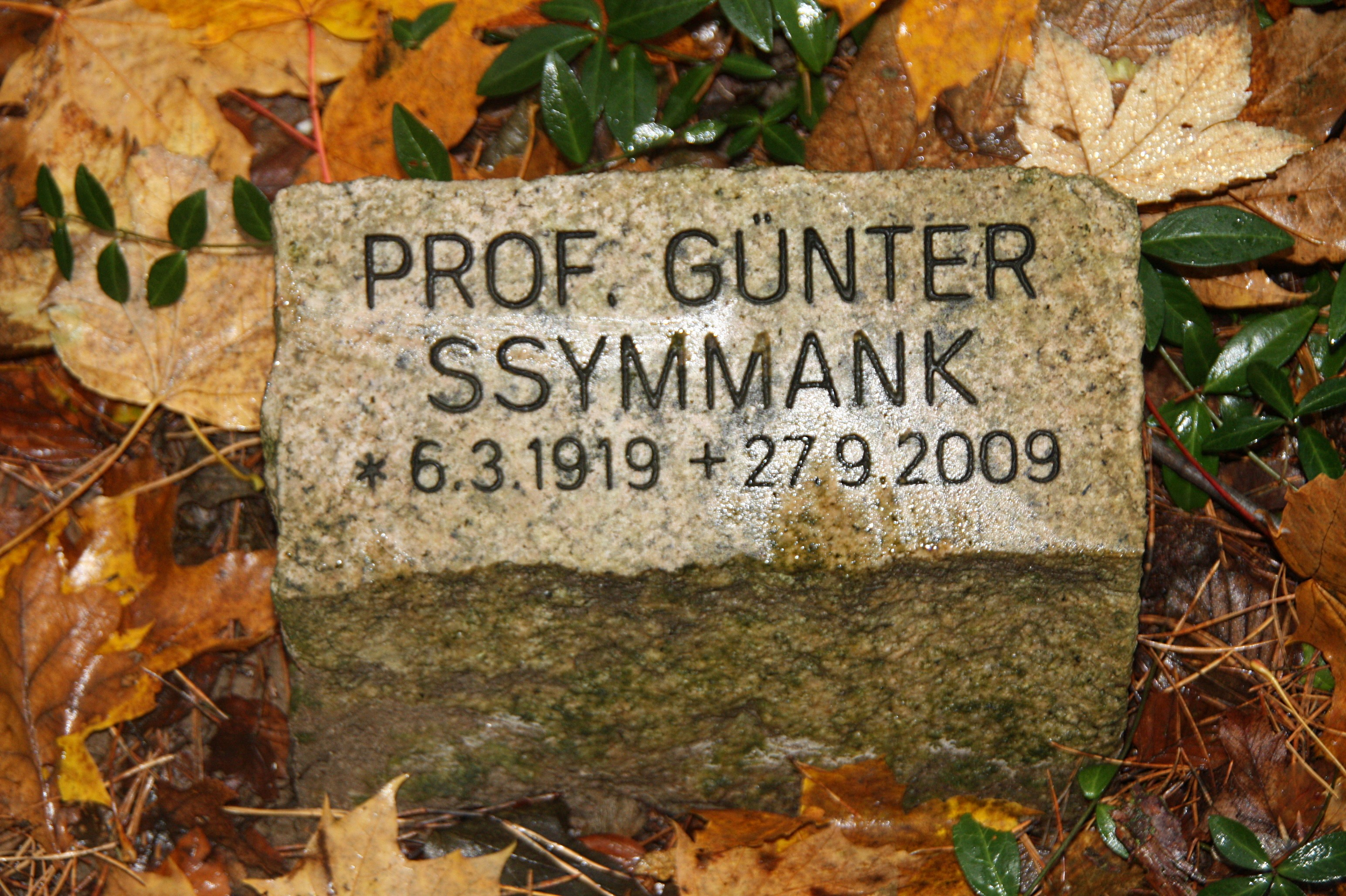
Grabstein für Günter Ssymmank auf dem Südwestkirchhof Stahnsdorf

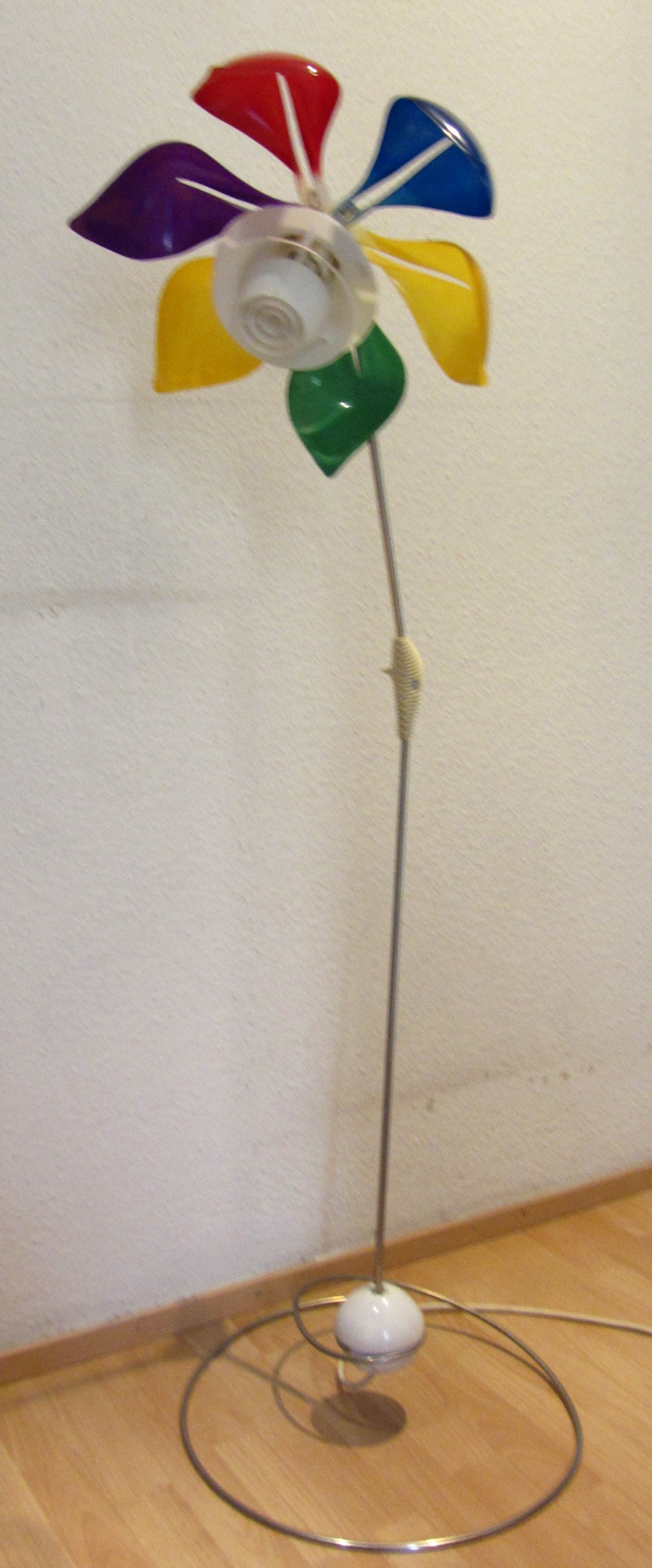
Die „Sy 1“ Stehleuchte

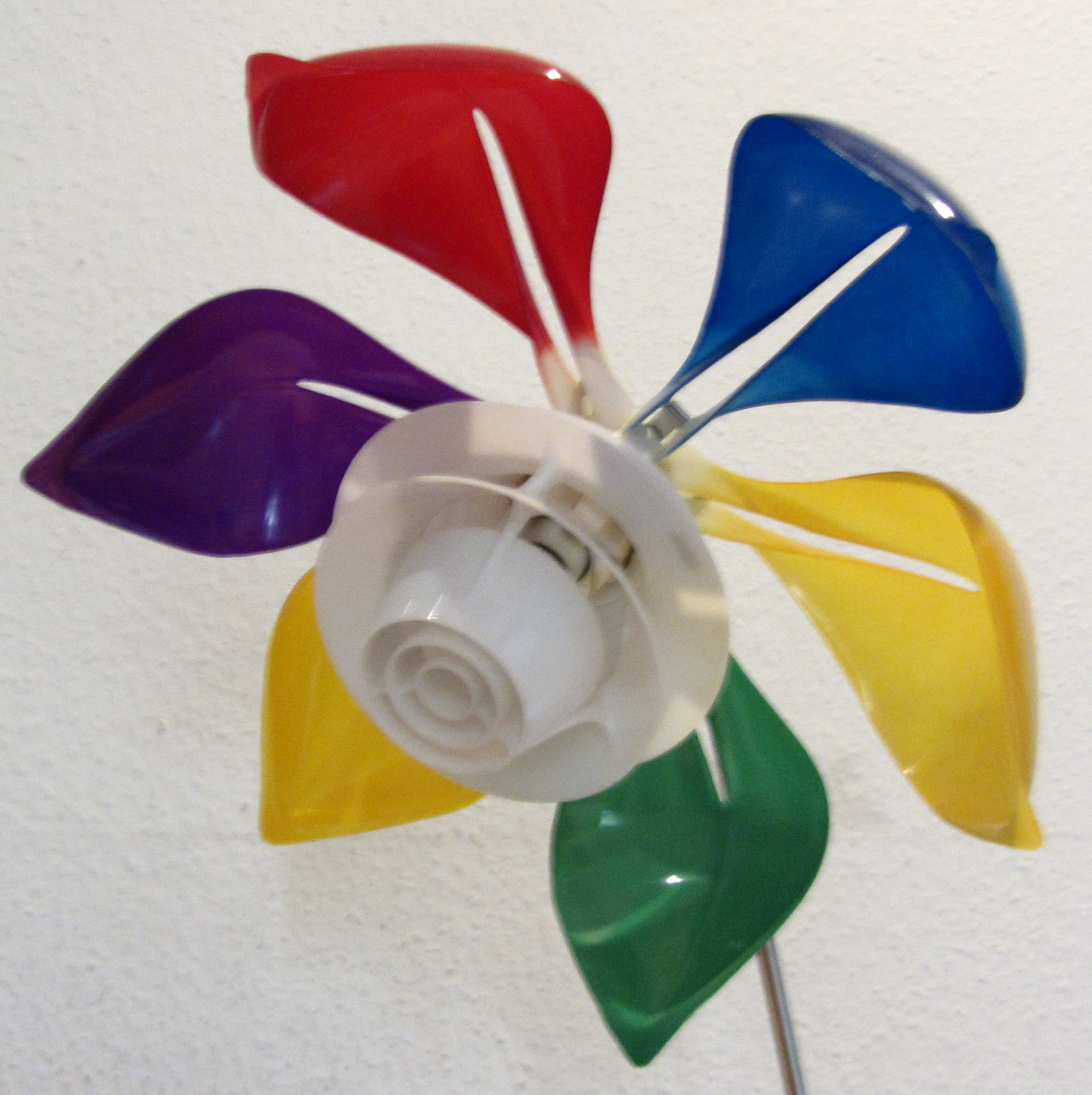
Detail Blütenkopf

Als Sohn des Generaldirektors der Bautzener Waggonfabrik absolvierte Günter Ssymmank zunächst eine Schlosserlehre. Am Zweiten Weltkrieg nahm er als Jagdflieger teil und wollte Flugzeugbau studieren; ein Wunsch, der sich nach dem Krieg nicht verwirklichen ließ. Anfang der 1950er Jahre ging er nach West-Berlin und wurde Meisterschüler des Bildhauers Gustav Seitz. Gleichzeitig studierte er Architektur an der TU Berlin. Als Assistent Hans Scharouns (1955–1957) war er entscheidend am Aufbau eines Instituts für Industrielles Gestalten an der TU Berlin beteiligt, das 1960 eingerichtet wurde und dessen Leitung er 1964 übernahm. Bis zu seiner Emeritierung im Jahr 1983 stand Ssymmank mit seinem Institut für die interdisziplinäre Verknüpfung von Technik, Kunst und Architektur.
Nachdem er mit Treppenkonstruktionen erfolgreich war, entwarf er 1959 verschiedene Leuchten, die heute als Designklassiker gelten. Seine Blüten-Stehleuchte „Sy 1“ oder auch „Ssymmank“ mit klapp- und wechselbaren Blütenblättern aus farbigem oder weißem Polyamid und die für Scharouns Gebäude der Berliner Philharmonie und der Staatsbibliothek zu Berlin entworfene Philharmonieleuchte I finden sich heute in den Sammlungen des Museum of Modern Art in New York.
Ssymmank lebte nach seiner Emeritierung in Norddeutschland und arbeitete bis ins hohe Alter an neuen Entwürfen. Seine letzte Ruhestätte fand er auf dem Südwestkirchhof Stahnsdorf.